# Matthäus Lienbacher
Jacob Matthäus Lienbacher (* 25. Juli 1807 in Kuchl; † 18. April 1884 in Salzburg) war ein österreichischer Theologe und Politiker.

## Leben
Lienbacher studierte katholische Theologie am Priesterseminar in Salzburg, erhielt 1833 die Priesterweihe und wurde dort 1843 promoviert. Von 1844 bis 1852 war er Vikar in Goldegg im Pongau. 1852 wurde er als Professor für Pastoraltheologie an die Katholisch-theologische Fakultät in Salzburg berufen. Er lehrte bis 1859 und wirkte dann bis 1874 als Pfarrer und Dechant in Köstendorf. Anschließend wurde er zum Direktor des fürsterzbischöflichen Priesterseminars und Domkapitular ernannt. Ab 1881 war er Domdechant ebenda.
Er war vom 27. Juli 1848 bis 16. April 1849 für den Wahlkreis der Österreich ob der Enns und Salzburg Mitglied der Frankfurter Nationalversammlung in Zell am See in der Fraktion Casino, dann Pariser Hof.
Von 1870 bis 1884 gehörte er dem Salzburger Landtag an.